# Giambattista Bodoni

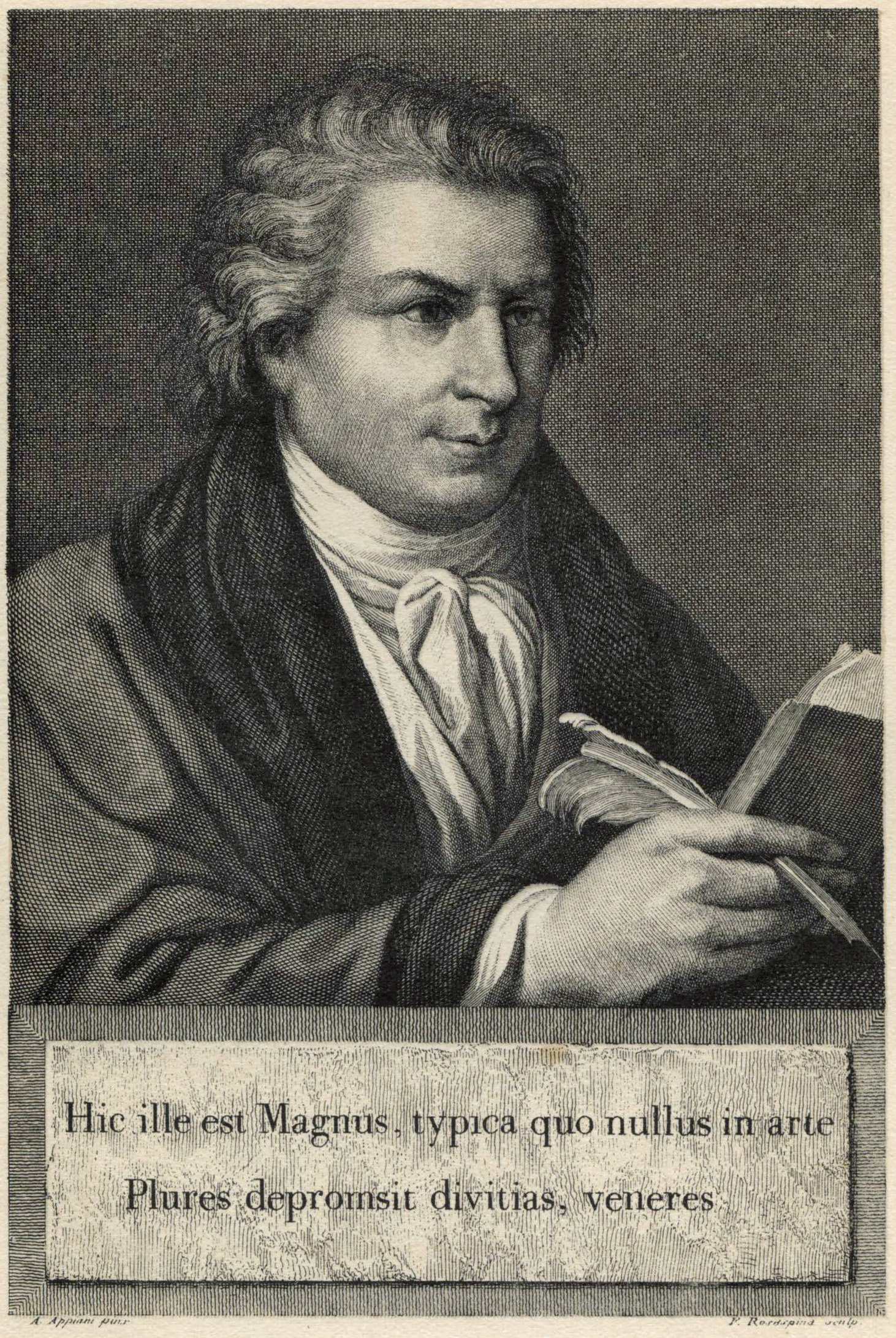
Giambattista Bodoni

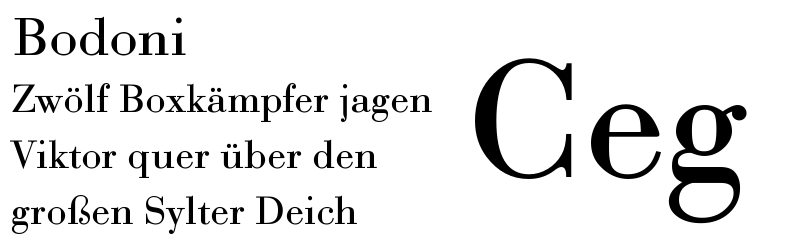
Schriftbeispiel Bodoni

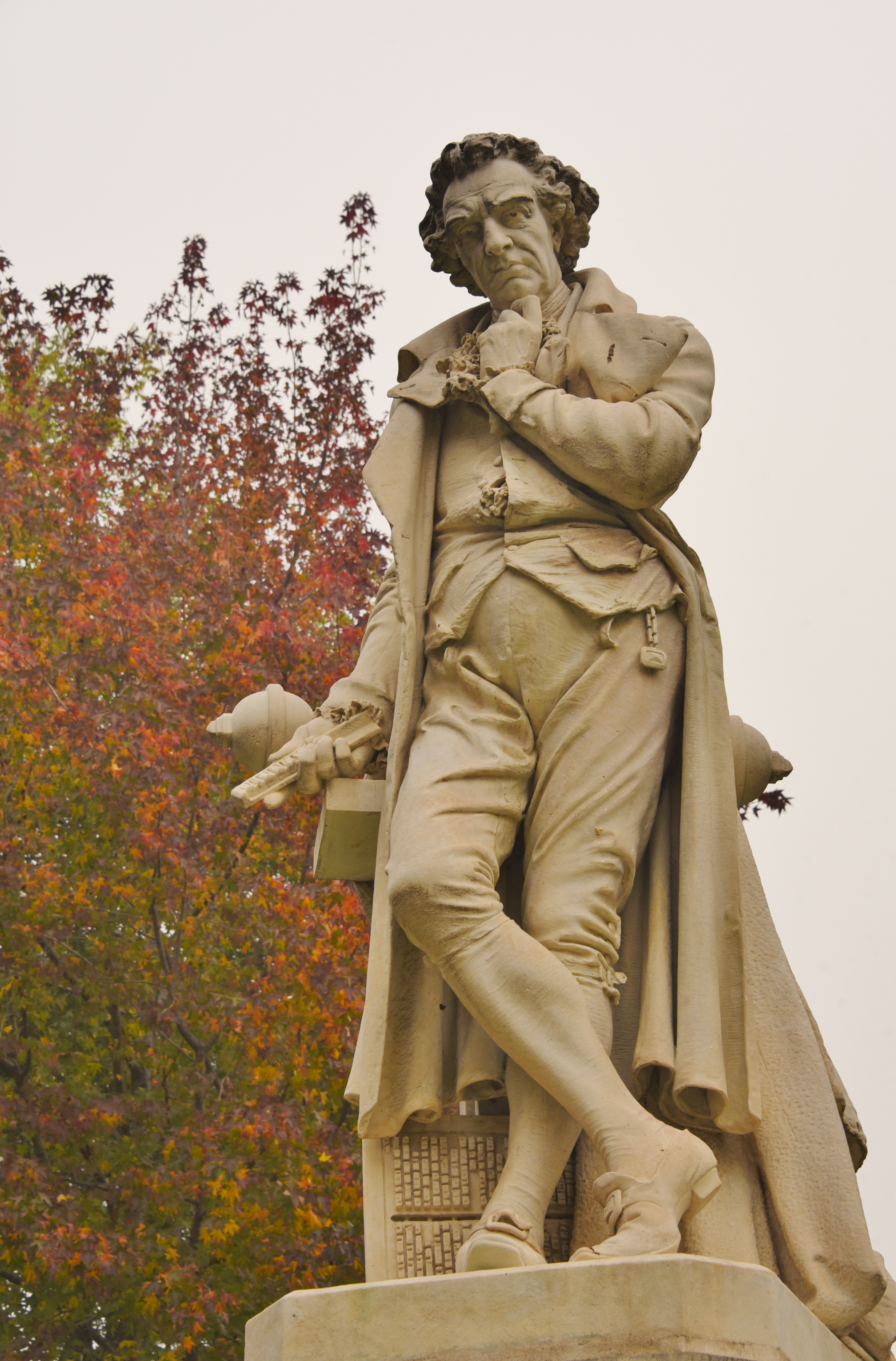
Statue in Saluzzo

Giambattista Bodoni (* 16. Februar 1740 in Saluzzo, Piemont; † 29. November 1813 in Parma) war ein italienischer Stempelschneider (Graveur), Buchdrucker, Typograf und Verleger. Er gilt als bester Buchgestalter des Klassizismus.
Bodoni begann seine Laufbahn als Setzer in der Tipografia della Congregazione di Propaganda Fide, der päpstlichen Organisation zur Evangelisierung der Völker, in der er von 1758 bis 1766 den Satz aller Texte in orientalischen Sprachen besorgte. 1782 wurde er zum königlich spanischen Kammertypografen ernannt, ab 1786 leitete er die herzogliche Druckerei zu Parma. Daneben gründete er 1791 eine Privatdruckerei für seine eigenen Arbeiten. Seine zahlreichen Lettern schnitt er selbst. Die Druckwerke »Homer«, 1785, »Horaz«, 1791, »Vaterunser in 155 Sprachen«, 1806, sowie viele französische Ausgaben italienischer und französischer Klassiker zeichnen sich durch hervorragenden Druck und sorgfältigen, besonders harmonischen Satz aus.
Bodoni arbeitete zunächst mit den Schriften des Franzosen Pierre Simon Fournier. Später gründete er eine eigene Schriftgießerei, aus der 1818 seine Frau Margherita Dall’Aglio Bodoni, wenige Jahre nach seinem Tode, das »Manuale Tipografico«, eine einmalige Zusammenstellung seines reichen Schaffens, veröffentlichte. Es enthielt 373 Schriftarten, neben Antiquaschriften auch asiatische und russische Schriften, sowie Ziffern, Linien und Notenschriften. Bodoni stand, im Bestreben das perfekte Buch seiner Zeit zu produzieren, im Wettstreit mit dem Franzosen Firmin Didot. Bodoni war Didot zwar gestalterisch und handwerklich überlegen, dieser hatte dafür ein besseres Lektorat, was die französischen Bücher wiederum alltagstauglicher machte.
Bodoni hat für nahezu jedes von ihm gedruckte Werk eine neue Schriftart geschaffen. Die zahlreichen voneinander abweichenden Schriftschnitte der verschiedenen Schriftgießereien/Foundries werden heute häufig unter dem Sammelnamen »Bodoni«, oder »Bodoni-Antiqua« als Digital-Fonts vertrieben.
1963 richtete die Stadt Parma ihm zu Ehren das Museo Bodoniano ein, das sich auf den 1843 von der Herzogin von Parma erworbenen Nachlass Bodonis begründete.

## Schriften
- Manuale Tipografico. [Parma 1818]
  - Handbuch der Typographie, manuale tipografico. Hrsg. von Stephan Füssel. Köln 2011. ISBN 978-3-8365-0552-9
  - Facsimile-Nachdruck des Pergament-Originals aus der Staatsbibliothek zu Berlin.